# 32604 Meganmansfield
32604 Meganmansfield è un asteroide della fascia principale. Scoperto nel 2001, presenta un'orbita caratterizzata da un semiasse maggiore pari a 2,435929 UA e da un'eccentricità di 0,196906, inclinata di 1,522974° rispetto all'eclittica.